# Coenosia villipes
Coenosia villipes este o specie de muște din genul Coenosia, familia Muscidae, descrisă de Camillo Rondani în anul 1866. Conform Catalogue of Life specia Coenosia villipes nu are subspecii cunoscute.